# Ачи Катена
А̀чи Катѐна (на италиански: Aci Catena, на сицилиански Jaci Catina, Ячи Катина) е град и община в Южна Италия, провинция Катания, автономен регион и остров Сицилия. Разположен е на 170 m надморска височина. Населението на общината е 28 749 души (към 2011 г.).